# Pancracio Taronita
Pancracio Taronita (en griego: Παγκράτιος Ταρωνίτης, romanizado: Pankrátios Taronites) fue un príncipe armenio de Taron, que sirvió al Imperio bizantino durante el reinado del emperador bizantino Basilio II.

## Biografía
Era hijo de Ashot III, príncipe de la región de Taron en el sur de Armenia. A la muerte de Ashot en 968, Pancracio y su hermano Gregorio cedieron Taron al Imperio bizantino a cambio de extensas tierras dentro del imperio y el título de patricio. Con la derrota bizantina en la batalla de la Puerta de Trajano en 986, el Imperio bizantino descendió a una guerra civil en la que Bardas Focas el Joven y Bardas Esclero, que representaban a la aristocracia de Asia Menor, se rebelaron contra el entonces emperador Basilio II. Los dos hermanos se involucraron en la guerra civil, inicialmente del lado de Bardas Focas, pero pronto cambiaron al bando del emperador.
Se casó con Helena, hija del magistro y reitor Miguel Lecapeno y bisnieta del emperador Romano I, con quien tuvo a Ágata. Se puede especular que no se casó con Helena hasta después de su traslado a Constantinopla y su aceptación en la aristocracia, por lo que es posible que no haya sido su primera esposa. Honigmann consideró que Pancracio era el padre de los "hijos de Pancracio" mencionados por Yahya de Antioquía, que fueron enviados para ayudar a Bardas Focas por David III de Tao cuando se rebeló contra Basilio II.